# おれたち夏希と甲子園
『おれたち夏希と甲子園』（おれたちなつきとこうしえん）は、NHK少年ドラマシリーズとして放送されたテレビドラマ。1982年8月2日から6日の18:00 - 18:30に放送、全5話。

## 概要
脚本は、高星由美子による第31回新人映画シナリオコンクール入選作『野球狂の詩を唄う娘』である。主演の愛田夏希は、この作品でデビューし役名をそのまま芸名として使用した。彼女は高校野球の選手を演じるため、実際に坊主頭になった。

## ストーリー
野球好きな夏希は女子だが、夢は野球の名門校である星北高校に入り、憧れの荒木投手の球を受けることであった。彼女は両親に内緒で転校し、野球部への入部を申し込む。しかし、女子の入部を認めていなかった監督は、諦めさせるために「入部したいのなら髪を切れ」と条件を出した。その言葉を真に受けた彼女は、翌日実際に坊主頭となり、再度入部を申し込む。彼女の情熱に根負けした監督は入部を認めた。彼女は、実力で捕手として活躍し、徐々にチームワークも強くなり、甲子園を目指していくが…。

## 出演
- 愛田夏希 - 愛田夏希
- 埜木監督 - 峰岸徹
- 岡村章一 - 林家こぶ平
- 谷部長 - 草野大悟
- 荒木計太 - 二戸義則
- 加瀬剛 - 沢村翔一
- 川村誠 - 平尾仁
- 松浦貴美久 - 山口晃
- 足立国男 - 増子敏
- 甲田伸次 - 谷口希
- 成島秋広 - 上場勇
- 森谷和昭 - 大山尚雄
- 高橋勉 - 梅山明彦
- 松田和 - 星野利晴
- 湯口亜都子 - 谷口美由紀
- 谷崎順子 - 青木夏子
- 夏希の父 - 金井大
- 夏希の母 - 青木和子
- 岡村の父 - 成瀬昌彦
- 岡村の母 - 中西妙子
- 合宿のおばさん - 七尾伶子
- 星北高校理事長 - 高木均
- 高野連会長 - 宮口精二

## スタッフ
- 脚本：高星由美子『野球狂の詩を唄う娘』
- 音楽：深野義和、高橋誠
- 主題歌：岩崎良美「If･･･もしも」
- 技術：渡辺秀男
- 美術：常盤誠一
- 効果：宮本騏嘉
- 演出：中村哲志、笹原紀昭
- 制作：黛叶

## その他
- 映像ソフトとしてビデオ・DVDが発売されている。
- 主役オーディションの第1条件は、｢三分刈りにすること」だったと、ビデオソフトの解説書に愛田夏希がコメントしている。
- 番組終了後もメンバーで野球チームを作り、試合を行っていた（出典は同上）。
- 夏希が初めて合宿所に入り、部屋を整理するシーンでは、『野球狂の詩』のコミックス全巻を本箱にしまうシーンがある。